# Palovuori
Palovuori är en kulle i Finland. Den ligger i Rusko och landskapet Egentliga Finland, i den sydvästra delen av landet, 160 km väster om huvudstaden Helsingfors. Toppen på Palovuori är 69 meter över havet.
Terrängen runt Palovuori är huvudsakligen platt. Runt Palovuori är det tätbefolkat, med 735 invånare per kvadratkilometer. Närmaste större samhälle är Åbo, 9,7 km sydost om Palovuori. I omgivningarna runt Palovuori växer i huvudsak barrskog.